# Acide 6-phosphogluconique
L’acide 6-phosphogluconique est, sous sa forme ionisée appelée 6-phosphogluconate, un composé chimique intermédiaire de la voie des pentoses phosphates et de la voie d'Entner-Doudoroff. Il est issu de la 6-phosphogluconolactone sous l'action de la 6-phosphogluconolactonase, et est converti en ribulose-5-phosphate par la phosphogluconate déshydrogénase.
C'est également un substrat de la phosphogluconate déshydratase, qui le convertit en 2-déshydro-3-désoxy-6-phosphogluconate.